# Pauline Étienne

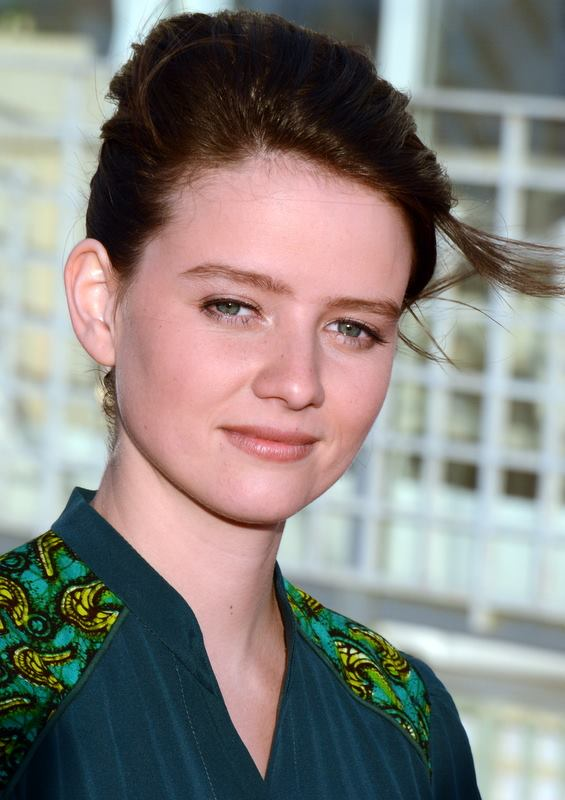
Pauline Étienne im Juni 2014

Pauline Étienne (* 26. Juni 1989 in Ixelles) ist eine belgische Schauspielerin.

## Leben
Pauline Étienne besuchte eine Zirkusschule und die Musikhochschule in Brüssel. Im Jahr 2008 wurde sie von Joachim Lafosse für den Film entdeckt, der sie in Privatunterricht einsetzte. In dem Drama war Étienne als Freundin eines unsicheren Teenagers (gespielt von Jonas Bloquet) zu sehen, der in sexuellen Belangen Nachhilfestunden von Freunden seiner Mutter erhält. Für diese Rolle gewann sie 2011 dem belgischen Filmpreis Magritte als Beste Nachwuchsdarstellerin.
Einem breiten Publikum in Frankreich wurde sie durch den folgenden Film Le bel âge (2009) von Laurent Perreau bekannt, in dem sie an der Seite von Michel Piccoli die Hauptrolle übernahm. Der Part der aufsässigen Enkelin Claire brachte ihr den Darstellerpreis des Festival des jeunes réalisateurs von Saint-Jean-de-Luz ein. Auch deutschsprachige Kritiker wurden auf die junge Belgierin aufmerksam, als der Film im Rahmen des Internationalen Filmfestivals von Locarno gezeigt wurde und deuteten eine mögliche Karriere an.
Der bisherige Höhepunkt ihrer Schauspielkarriere ebnete Étienne die Mitwirkung in Léa Fehners Spielfilm Erst einer, dann alle (2009). In dem Drama, das im Besucherraum eines Gefängnisses angesiedelt ist, schlüpfte sie in die Rolle der Geliebten eines Häftlings. Dies brachte ihr in Frankreich den Étoile d’Or und Prix Lumières als beste Nachwuchsdarstellerin sowie eine César-Nominierung ein.

## Filmografie (Auswahl)
- 2008: Privatunterricht (Élève libre)
- 2009: Le bel âge
- 2009: Erst einer, dann alle (Qu’un seul tienne et les autres suivront)
- 2010: Black Heaven (L’autre monde)
- 2010: Comment va la douleur? (Fernsehfilm)
- 2011: Une vie française (Fernsehfilm)
- 2011: La France qui se lève tôt (Kurzfilm)
- 2011: Comme des héros (Kurzfilm)
- 2012: Paradis perdu
- 2013: Die Nonne (La Religieuse)
- 2013: 2 automnes 3 hivers – 2 Herbste 3 Winter (2 automnes 3 hivers)
- 2014: Tokyo Fiancée
- 2016–2017: Büro der Legenden (Le bureau des légendes, Fernsehserie, 18 Folgen)
- 2017: Ein Kuss von Béatrice (Sage Femme)
- 2017: Espèces menacées
- 2017: Le lion est mort ce soir
- 2018: Le gendre de ma vie
- 2019: Ennemi public (Fernsehserie, 10 Folgen)
- 2020–2021: Into the Night (Fernsehserie, 12 Folgen)
- 2020–2022:18h30 (Fernsehserie, 41 Folgen)
- 2022: Une sur deux
- 2023: Les yeux grands fermés (Fernsehfilm)
- 2024: Rétro Therapy
- 2024: Sarah Bernhardt, la divine

## Auszeichnungen
- 2010: Étoile d’Or für Qu’un seul tienne et les autres suivront (Beste Nachwuchsdarstellerin)
- 2010: Prix Lumières für Qu’un seul tienne et les autres suivront (Beste Nachwuchsdarstellerin)
- 2010: César-Nominierung für Qu’un seul tienne et les autres suivront (Beste Nachwuchsdarstellerin)
- 2011: Magritte – Beste Nachwuchsdarstellerin für Privatunterricht
- 2014: Magritte – Beste Hauptdarstellerin für Die Nonne
- 2014: César-Nominierung für Die Nonne (Beste Nachwuchsdarstellerin)
- 2014: Nominierung Prix Lumières für Die Nonne (Beste Nachwuchsdarstellerin)